# Johnstonia knysna
Johnstonia knysna är en ringmaskart som beskrevs av Francis Day 1955. Johnstonia knysna ingår i släktet Johnstonia och familjen Maldanidae. Inga underarter finns listade i Catalogue of Life.